# El Velasquillo
Durante el Siglo de Oro se conocen varios Velasquillos. El primero es el bufón de los Reyes Católicos que estuvo con ellos en la conquista de Granada. El segundo, Miguel de Antona, según Francisco Valero de la Plaza, puede que no tuviera el apodo de Velasquillo. El tercero es un personaje ficticio, de la obra Dialogo intitulado El Capón(1597). Es hijo de un soldado, y se burla de un cura capón. Finalmente, tenemos al bufón de Felipe IV.

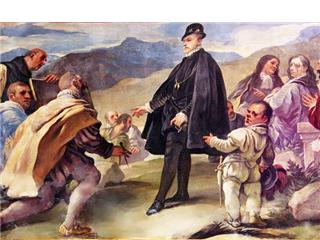
Felipe II y el Velasquillo.

Miguel de Antona, más conocido como “Velasquillo”, natural de Quintana Redonda, se convirtió en el bufón preferido de la corte de Felipe II (1556-1598).

## Sus Orígenes
No existe constancia de la fecha de su nacimiento aunque hay indicios de que fuera hacia principios del siglo XVI. Pasó su infancia en Quintana Redonda y en los vecinos pueblos de Monasterio y Calatañazor. Uno de los datos decisivos para afirmar la procedencia natal de Velasquillo es afirmar que su hermano mayor era de Quintana y a él dejó la casa del Mayorazgo.

## Miguel de Antona en la corte de Felipe II
Su traslado a la corte pudo deberse a la escasez de medios en el ámbito rural, así como a su forma de ganarse la vida, primero como pastor en las inmediaciones de El Escorial y más tarde a través de sus bufonadas, gracias a las cuales no tardó en granjearse la confianza y estima del monarca. Un retrato imaginario de Velasquillo aparece junto a Felipe II en uno de los frisos de la escalera principal del Real Monasterio de El Escorial, pintura al fresco de Lucas Jordán fechada en 1693.
También hay que hacer referencia a un lienzo conservado en el convento franciscano del Domus Dei de La Aguilera (Burgos), en el cual, según algunos autores, aparece representado Miguel de Antona. El cuadro relata la curación milagrosa del futuro infante Felipe IV, acompañado del séquito de su padre, el rey Felipe III. Según Loperráez, historiador de Osma, en el cuadro pueden apreciarse los retratos de Velasquillo y su mujer (conocida como Juana o Juanota y que, cuentan las crónicas, era menos agraciada, si cabe, que su marido). Pero teniendo en cuenta la fecha en que se produjo la curación del príncipe (1610) y la fecha en que murió Velasquillo (1570-1572), es imposible que este último pudiera ser bufón de Felipe IV. 
Su amor hacia la tierra que le vio nacer queda patente al realizar donación de un retablo que comienza a construirse en 1562 en honor a la Magdalena en la iglesia parroquial de Quintana Redonda, debido a la disposición protectora del rey que incluso le concedió heredamiento y permitió que se coronara dicho retablo con el escudo de los Austrias. Con forma de tríptico, cuando el retablo se hallaba cerrado podían admirarse los retratos del Velasquillo y de su esposa que los prelados no dudaron en mandar tapar con barniz para no confundirlos con falsos santos que invitaran a devoción y que, por otra parte, “era necesario que desapareciesen por ser groseras y ridículas”. Así los describe Celestino Zamora: “El de Velasquillo era como un hombre gordinflón, pequeñín y chato y su vestido como el que usan los volatineros en los pueblos y el de su mujer era como el de una señora bastante vulgar, más alta que su esposo, pero de poca más belleza”.
Miguel de Antona debió morir, como ya hemos dicho, en torno a 1570, ya que su testamento está fechado el día 15 de agosto de dicho año y el acto posterior a este (codicilio) se redactó dos días después, lo que nos hace pensar que su fallecimiento fue ese mismo mes.
Posteriormente, en el testamento de Felipe II, en 1581, este recuerda a Velasquillo como hombre de su aprecio y consideración y determina que se haga la imagen de la Magdalena en la parroquia de Ntra. Sra. de la Asunción y se ponga losa a su sepulcro, como Miguel de Antona así deseaba.

## Legado humorístico
Si por algo se distinguió Velasquillo durante toda su vida fue por sus ingeniosas ocurrencias, como hemos señalado anteriormente. Entre ellas recordaremos las más célebres:
Según citas del manuscrito de Martel y del historiador soriano Nicolás Rabal, el rey Felipe II celebró sus bodas con la reina de Francia doña Isabel de Valois en Guadalajara. Toda la corte acudió con vistosas vestimentas que generalmente solían ser fiadas, por lo que quedaban empeñadas en algunos de sus bienes. Al preguntarle a Velasquillo cuál de aquellos trajes o libreas le había gustado más, este respondió de forma irónica: “La que esté pagada”.
La tradición oral también nos ha dejado algunas de estas citas; en una ocasión, llevaron una gallina rellena a Velasquillo para que la degustara, advirtiéndole que si comía de cualquiera de sus partes recibiría un castigo del mismo tipo en sus propias carnes. Astutamente burló la trampa el bufón extrayendo por la parte de atrás de la gallina todos los rellenos de la misma.
En otra oportunidad, para engañar a los que solían molestarle, se calzó los zapatos del revés en una mañana de nieve, y fue hasta un horno donde quedó escondido. De esta forma creyeron los burlados que alguien había salido del horno, quedando estupefactos al ver que no era otro que Velasquillo el que se encontraba en su interior.
El “Velasquillo” es un personaje referente y primordial en la historia de todos aquellos que nos sentimos quintaneros. Sus actuaciones y comentarios repletos de ingenio, ironía, socarronería… fueron célebres en la corte de Felipe II, donde llegó a tener un puesto de privilegio; pero lo que nos parece esencial es que Miguel de Antona nunca olvidó sus raíces más profundas, aquellas que guardaba en su corazón, el recuerdo de haber nacido y vivido en un pueblecito de la provincia de Soria.